# Gilfert
Gilfert är en bergstopp i Österrike.   Den ligger i distriktet Schwaz och förbundslandet Tyrolen, i den västra delen av landet, 400 km väster om huvudstaden Wien. Toppen på Gilfert är 2 506 meter över havet, eller 320 meter över den omgivande terrängen. Bredden vid basen är 3,3 km.
Terrängen runt Gilfert är bergig norrut, men söderut är den kuperad. Närmaste större samhälle är Vomp, 8,3 km nordväst om Gilfert. 
I omgivningarna runt Gilfert växer i huvudsak barrskog. Runt Gilfert är det ganska glesbefolkat, med 42 invånare per kvadratkilometer.